# Lovetune for Vacuum
Lovetune for Vacuum är debutalbumet av den österrikiska artisten Soap&Skin (eg. Anja Plaschg), utgivet den 13 april 2009. På albumet återfinns singlarna Spiracle och Mr. Gaunt Pt 1000, båda från 2009.
Albumet hamnade på femte plats på Österrikes albumlista i tio veckor och mötte bra kritik i bland annat NME och webbtidningen Sputnikmusic. Alla låtar är skrivna, producerade och arrangerade av Plaschg helt på egen hand. Albumet inrymmer spår från flera olika genrer, bland annat darkwave, electronica och improviserad nyklassisk musik. Hon använder piano som dominerande instrument i de flesta låtarna, med vilket hon skapar en mörk stämning insvepta av starka melodier. Även fiol förekommer i en del låtar. Albumet spelades in mellan 2004–2008 då Anja Plaschg endast var 14–18 år gammal.
Det tredje spåret, Thanatos, är grekiska och betyder 'döden'. Avslutningsspåret Brother of Sleep hyser stora likheter med Vladimir's Blues av den tyska kompositören Max Richter och är troligtvis inspirerad av den.

## Låtlista
Alla låtar är skrivna av Anja Plaschg.
1. Sleep (2:44)
2. Cry Wolf (3:48)
3. Thanatos (2:34)
4. Extinguish Me (2:38)
5. Turbine Womb (3:46)
6. Cynthia (2:57)
7. Fall Foliage (2:44)
8. Spiracle (2:50)
9. Mr. Gaunt Pt 1000 (2:27)
10. Marche Funèbre (2:59)
11. The Sun (3:14)
12. DDMMYYYY (3:38)
13. Brother of Sleep (5:25)

## Singlar
- 2009 – Spiracle
- 2009 – Mr. Gaunt Pt 1000

## Medverkande
All information hämtad från Discogs.com
Produktion
- Soap&Skin (Anja Plaschg) – produktion & inspelning (hemma hos Anja Plaschg), mixning & mastering (Amann Studios, Wien)
- Anja Plaschg & Christian Fennesz – mixning av The Sun
- Anja Plaschg & Evelyn Plaschg – skivomslag
- Katja Ruge – fotografi (omslag)

Övriga musiker
- Manfred Hofer – kontrabas på spår 1, 2, 5 och 10
- Florian Eggner – cello på spår 1 och 4, piano på Extinguish Me
- Martina Engel – fiol på Brother of Sleep (Amann Studios, Wien)